# Miss International 2011
A Miss International 2011 a Miss International nemzetközi szépségverseny-sorozat 51. versenye volt. 2011. november 7-én rendezték meg a kínai Csengtuban, ahol a venezuelai Elizabeth Mosquera átadta helyét az új győztesnek.

## Versenyzők
| Ország             | Versenyző                     | Cím                          | Életkor | Magasság |
| ------------------ | ----------------------------- | ---------------------------- | ------- | -------- |
| Argentína          | Camila Valdes                 |                              | 24      | 173      |
| Aruba              | Alicia Moerman                |                              | 21      | 172      |
| Bahama-szigetek    | Lakindes Brown                |                              | 23      | 171      |
| Belgium            | Chloé Saive                   |                              | 20      | 168      |
| Belize             | Annlyn Apolonio               |                              | 21      | 172      |
| Bolívia            | Daniela Núñez del Prado       |                              | 19      | 175      |
| Brazília           | Gabriella Marcelino           |                              | 21      | 183      |
| Costa Rica         | María Fernanda Arias          |                              | 19      | 174      |
| Csehország         | Lucie Klukavá                 |                              | 18      | 179      |
| Dánia              | Monica Vestergaard Kristensen |                              | 20      | 177      |
| Ecuador            | María Fernanda Cornejo        |                              | 21      | 178      |
| Egyenlítői-Guinea  | Mariana Obono                 |                              | 18      | 177      |
| Egyesült Királyság | Lori Moore                    |                              | 21      | 172      |
| Salvador           | Marcela Santamaría            |                              | 19      | 174      |
| Észtország         | Sandar Daskova                |                              | 23      | 175      |
| Finnország         | Niina Lavonen                 |                              | 22      | 175      |
| Fülöp-szigetek     | Dianne Necio                  |                              | 19      | 168      |
| Grúzia             | Mary Asatiany                 |                              | 20      | 188      |
| Guadeloupe         | Daena Hatilip                 |                              | 22      | 173      |
| Guam               | Katarina Martinez             |                              | 18      | 178      |
| Guatemala          | Karen Remon[forrás?]          |                              | 20      | 178      |
| Haiti              | Anedie Azael                  |                              | 22      | 177      |
| Hawaii             | Shanna Nakamura               |                              |         |          |
| Honduras           | Adriana García                |                              | 19      | 175      |
| Hongkong           | Whitney Hui                   |                              | 22      | 164      |
| India              | Ankita Shorey                 |                              | 24      | 173      |
| Indonézia          | Reisa Kartikasari             |                              | 24      | 178      |
| Japán              | Nagomi Murayama               |                              | 22      | 168      |
| Kamerun            | Antoinette Mbezele            |                              | 25      | 179      |
| Kína               | Baixue Yuting                 | Miss International China     | 19      | 172      |
| Kolumbia           | Natalia Valenzuela            |                              | 22      | 176      |
| Kuba               | Kelly Saks                    |                              | 25      | 168      |
| Lettország         | Lelde Paulsone                |                              | 22      | 174      |
| Libanon            | Maria Farah                   |                              | 21      | 177      |
| Litvánia           | Ernesta Kalinauskaite         |                              | 22      | 178      |
| Magyarország       | Virágh Nóra                   | Miss International Hungary   | 20      | 168      |
| Makaó              | Winnie Sin                    |                              | 24      | 168      |
| Martinique         | Sandrine Blaise               |                              | 22      | 177      |
| Mauritius          | Dalysha Doorga                |                              | 24      | 173      |
| Mexikó             | Karen Higuera                 |                              | 20      | 182      |
| Németország        | Sandra Barbara Kaczmaczryk    |                              |         |          |
| Nicaragua          | Adriana Dorn                  |                              |         |          |
| Panama             | Keity Mendieta Britto         |                              | 20      | 177      |
| Paraguay           | Stephania Vazquez             |                              | 18      | 177      |
| Peru               | Maria Alejandra Chávez        |                              |         |          |
| Puerto Rico        | Desiree Del Rio De Jesus      |                              |         |          |
| Srí Lanka          | Hiranthi Warusavitharana      |                              | 22      | 175      |
| Svédország         | Denice Andreé                 |                              | 23      | 178      |
| Szerbia            | Branislava Mandic             |                              | 20      | 177      |
| Szingapúr          | Yunny Yong Yun Hua            | Miss Singapore International |         |          |
| Szlovákia          | Dušana Lukáčová               |                              | 19      | 170      |
| Tanzánia           | Nelly Kamwelu                 |                              | 19      | 172      |
| Thaiföld           | Kantapat Peeradachainarin     |                              |         |          |
| Törökország        | Elif Korkmaz                  |                              | 21      | 179      |
| Új-Zéland          | Claire Kirby                  |                              | 23      | 173      |
| USA                | Kristen Little                |                              | 23      | 176      |
| Venezuela          | Jessica Barboza               |                              | 24      | 176      |
| Zimbabwe           | Lisa Morgan                   |                              | 19      | 175      |

### Galéria

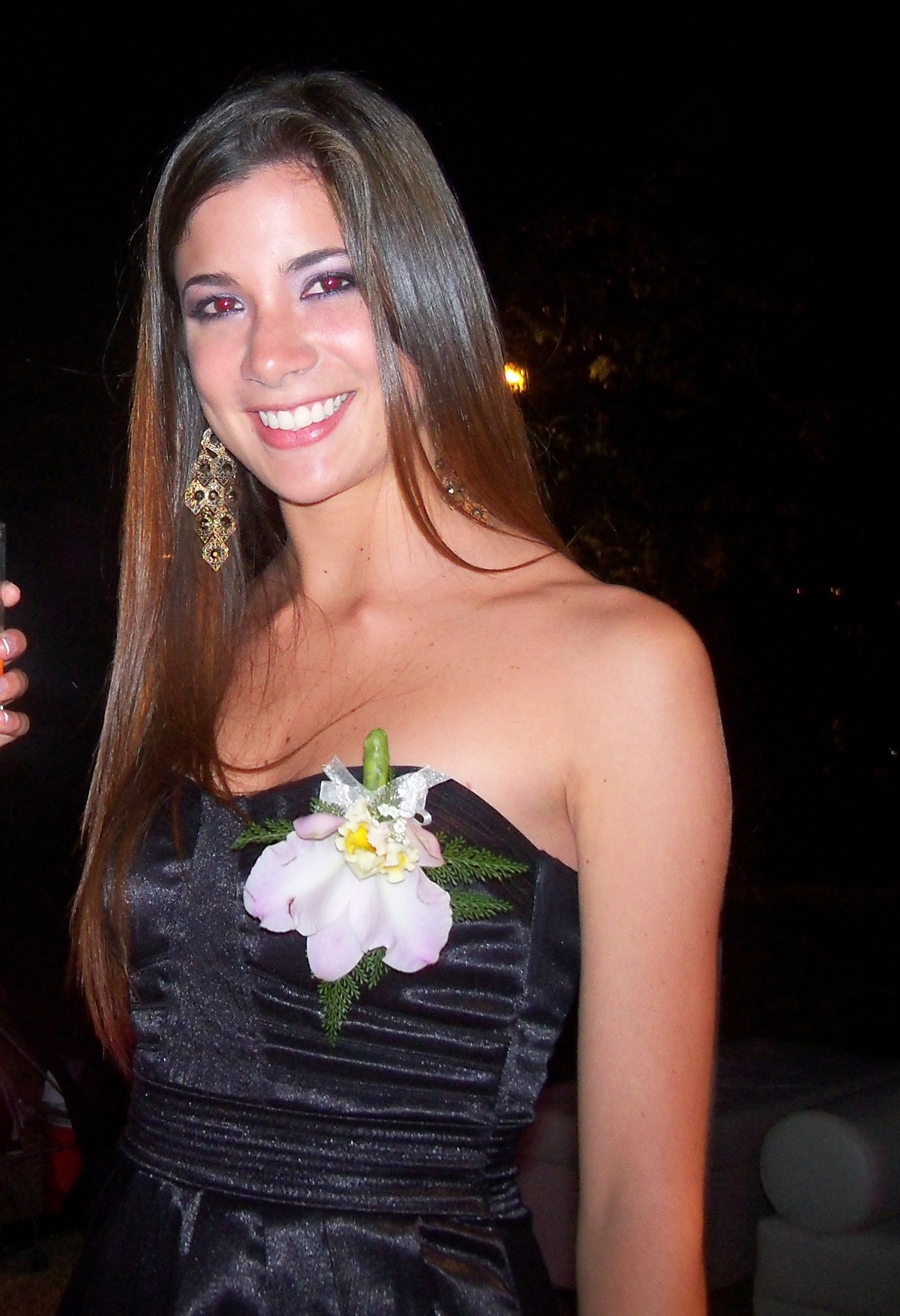
Maria Alejandra Chávez Peru
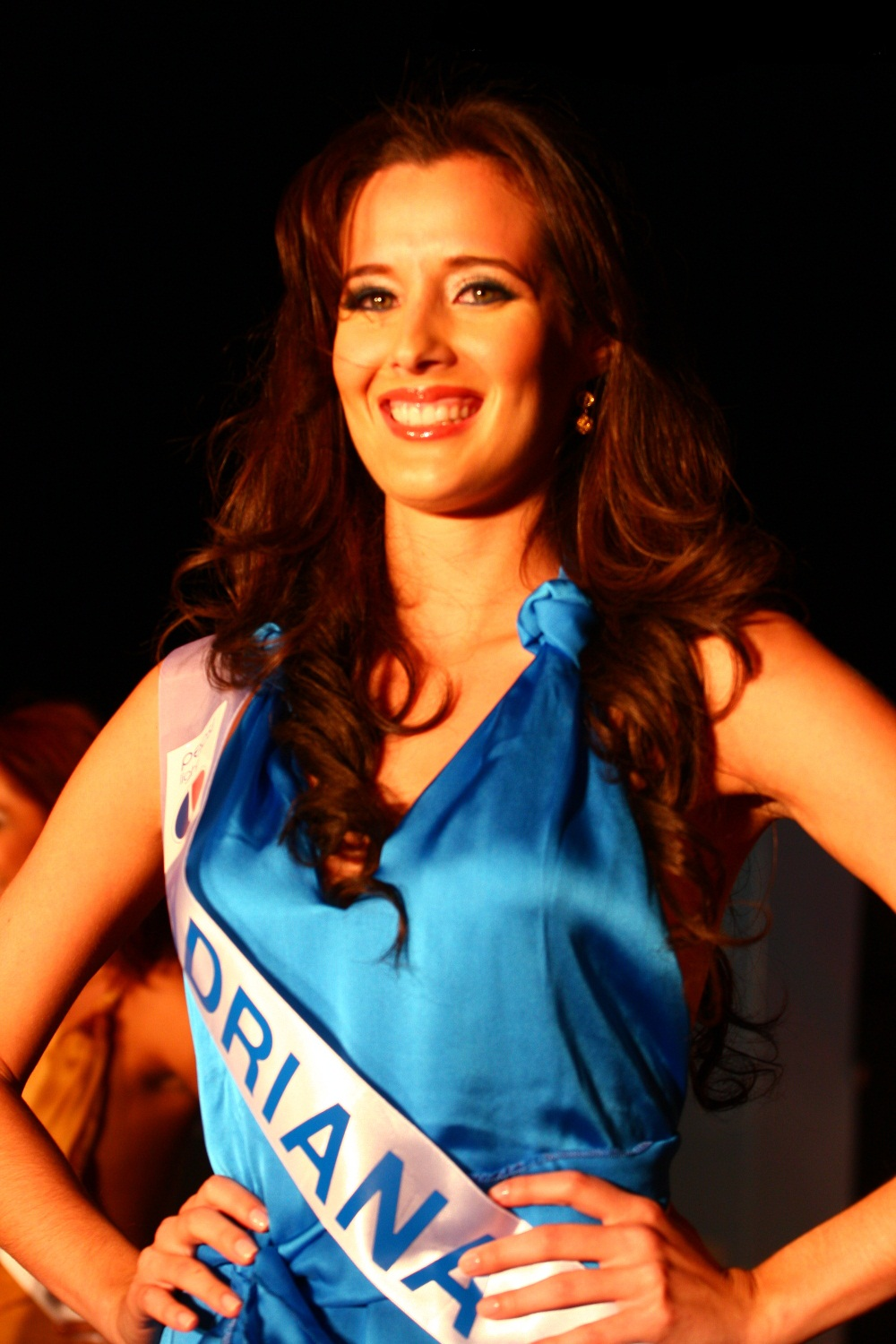
Adriana Dorn Nicaragua

### Első részvétel
2011-ben az alábbi országok először vesznek részt a versenyben:
- Belize
- Észtország
- Haiti
- Zimbabwe

### Visszatérő országok
- Utoljára 2009-ben versenyzett:
  -  Argentína
  -  Kuba
  -  Spanyolország
  -  Honduras
  -  Románia
  -  Tanzánia
- Utoljára 2004-ben versenyzett:
  -  Magyarország
- Utoljára 2000-ben versenyzett:
  -  Portugália

### Más versenyen
Néhány versenyző részt vett más nemzetközi szépségversenyen is:
- Miss Universe 2011
  -  Nicaragua: Adriana Dorn
- Miss Universe 2010
  -  Mauritius: Dalysha Doorga
- Miss World 2010
  -  Egyesült Királyság: Lori Moore mint Miss Észak-Írország (Top25)
- Miss Earth 2009
  -  Venezuela: Jessica Barboza (3. helyezett)
- Miss Earth 2007
- Új-Zéland: Claire Kirby

## Külső hivatkozások
- Miss International Hungary hivatalos honlap
- Miss International hivatalos honlap
- GlobalBeauties.com
- Pageantopolis.com
- Grandslampageants.com
- CriticalBeauty.com